# Juan Bautista Gaona
Juan Bautista Gaona Figueredo (Asunción, 30 de juny de 1845 - Ibídem, 18 de maig de 1932) va ser president provisional del Paraguai entre 1904 i 1905, i és el primer a assumir pel Partit Liberal.

## Vida personal
Va néixer a Asunción, el 30 de juny de 1845. Va ser fill de Juan Pablo Gaona i Pastora Figueredo, i els seus germans van ser: Nicasio, Genaro, Isidro, Lázaro, Tránsito i Asunción Gaona Figueredo i era mig germà d'Avelino, Carmen i Benigna Gaona. Va estar casat amb l'argentina Regina Corti Onetto i va ser pare de Regina, Juan Bautista, María Elena, Manuela, Marta Ernestina, César, María Ester, Enrique, Sara, Óscar, María Cristina i Roberto Gaona.

## Trajectòria política
Va assumir la presidència després de la revolució de 1904, on el Congrés el designa amb caràcter provisional i d'acord amb el que s'estabeix en el Pacte del Pilcomayo, fins a la finalització del mandat, el 25 de novembre de 1906. Una de les seves primeres mesures de govern va ser dictar una llei d'amnistia política per pacificar el país després de la revolució, es va crear l'Estat General de l'Exèrcit, es va unificar el Partit Liberal, es va crear un curs militar per formar oficials, es va autoritzar la construcció del ferrocarril de Puerto Pinasco, entre altres obres.
El seu gabinet ministerial ho van integrar Francisco Campos, en Interior; Emiliano González Navero i Manuel Barrios, en Hisenda; Benigno Ferreira, en Guerra i Marina; José Emilio Pérez, Cayetano Carreras i Gaspar Villamayor, en Justícia, Culte i Instrucció Pública i Cecilio Báez i Gualberto Cardús Huerta, en Relacions Exteriors.
Va ser vicepresident durant el govern de Manuel Gondra, des del 25 de novembre de 1910 al 17 de gener de 1911, on el govern és enderrocat per un cop d'estat dirigit pel coronel Albino Jara. Va morir a Asunción, el 18 de maig de 1932, als 87 anys.